# Pro-Wrestling Resurrection
Pro-Wrestling Resurrection, abreviada como WR (fundada en la Ciudad de México en 2019), es una empresa productora de espectáculos y medios audiovisuales. Se dedica a la organización de eventos en vivo, la creación de contenido audiovisual y la comercialización de productos y servicios relacionados con la lucha libre profesional.

## Historia
WR se dio a conocer desde finales de febrero de 2019, aunque se oficializó su apertura el 27 de marzo de 2019 por medio de una conferencia de prensa, misma que contó con luchadores que alcanzaron la fama en las dos mayores compañías del ramo, AAA y el Consejo Mundial de Lucha Libre. Entre los asistentes a dicha conferencia destacaron El Hijo del Fantasma (en su primera participación como independiente tras haber militado en las dos principales empresas), Ricky Marvin, Mr. Electro y Dark Cuervo.
Su primer evento tuvo lugar el 30 de marzo en la Arena López Mateos de Tlalnepantla, Estado de México, y en él participaron, además de los ya mencionados, nombres como Super Crazy, Dark Scoria, Zumbi, Heddi Karaoui, Jean Montañez, Eterno y estrellas del CMLL como Blue Panther Jr., Universo 2000 Jr., Kawato San y Black Panther. Este evento fue grabado y post producido para ponerse en línea a través de Facebook y YouTube.

### Lucha & Combat Fest
En mayo de 2019 la empresa dio a conocer el concepto Lucha & Combat Fest, anunciándolo como una experiencia integral para el público, consistente en tres eventos de lucha libre y artes marciales mixtas aunados a una convivencia directa con los luchadores por un mismo boleto. El evento se realizó el 15 de junio de 2019 en el Gran Recinto de Tlalnepantla, y en los distintos encuentros participaron luchadores como Carístico, Sharly Rockstar, Mr. Electro, Mr. Niebla, Jean Montañez, Los Vipers, La Secta, Super Crazy, Ricky Marvin y Villano IV. En cuanto a peleadores de MMA tuvieron participación talentos como la estrella de Combate Américas Rodrigo "Kazula" Vargas, Erick "Batman" Delgadillo, "Pasha" Rodríguez y varios más, además de que Mr. Electro volvió a pelear en esta modalidad.

### Elite Submission League
En agosto de 2019 WR anunció que estaría apoyando al equipo de peleadores de Jiu jitsu adscritos al club Bujutsu, en su competencia en la Elite Submission League de Guadalajara. Los competidores se presentaron en el evento portando el emblema de la compañía en sus equipos de pelea.

### Forbes
El 9 de octubre de 2019, la empresa apareció en el documental A dos de tres caídas, una industria invaluable, de la revista Forbes, junto a las dos principales empresas especializadas en México. El documental presenta una entrevista al gerente y director creativo de la empresa, así como abundantes imágenes de su evento inicial y una mención en los agradecimientos finales.

### WR Arena
Durante agosto de 2019, la empresa dio a conocer la creación de su propia arena de lucha libre y MMA, ubicada en el municipio de Atizapán de Zaragoza, Estado de México, para la realización de eventos de lucha libre y artes marciales mixtas, así como distintas actividades para el público incluyendo la producción de contenidos audiovisuales.
El primer evento en la nueva arena tuvo lugar el jueves 29 de agosto de 2019, presentándose estrellas como Blue Panther, Super Crazy, Ricky Marvin, Black Terry, Los Divinos Laguneros, Mr. Electro, Audaz, Eterno y Templario. También se presentó El Hijo de Jean Montañez, el primer luchador de segunda generación del grupo Montañez MMA.
El 19 de octubre de 2019 WR presentó otro evento en la WR Arena Atizapán, con la presencia de estrellas como Mike "The Math Librarian" Martelle (bajo la máscara de BIG Montañez), Mr. Electro, Super Crazy, Audaz, Jean Montañez, Tóxico (antes conocido como la tercera versión de Psicosis) y Heddi Karoui. Por primera vez se presentó en la empresa un encuentro hardcore y debutaron Hijo de Jean Montañez y Comando Radical.
A pesar de que estos dos eventos se llevaron a cabo en la WR Arena Atizapán, estos fueron de acceso controlado, y la empresa anunció la inauguración oficial del local para el 28 de noviembre, con un evento denominado Rebirth. Esta función tuvo lugar con la primera presentación de los Relevos WR o lucha de 10 esquinas, entre jóvenes valores de la lucha libre. También se presentaron elementos como Negro Casas, Mr. Electro, Los Master Jr. y varios más.